# Télescope de 45 mètres de l'observatoire radio de Nobeyama
Le télescope de 45 mètres de l'observatoire radio de Nobeyama (Nobeyama Radio Observatory 45-m Telescope) est un radiotélescope d'observation millimétrique. Il est géré par l'observatoire radio de Nobeyama (NRO) qui est une section de l'observatoire astronomique national du Japon (NAOJ). Cette antenne est située au Japon, près de Nagano, à une altitude de 1 350 m. C'est également sur ce site que se trouvait le Nobeyama Millimeter Array (NMA) fermé en 2007.

## Caractéristiques
Cet instrument d'observation, est constitué d'une antenne parabolique de 45 m de diamètre. Celui-ci est capable d'étudier des émissions dont la longueur d'onde varie entre est de l'ordre du millimètre.
 Depuis sa mise en place il a permis la découverte d'un trou noir supermassif ainsi que de diverses molécules interstellaires.